# Intersticio (órgano)

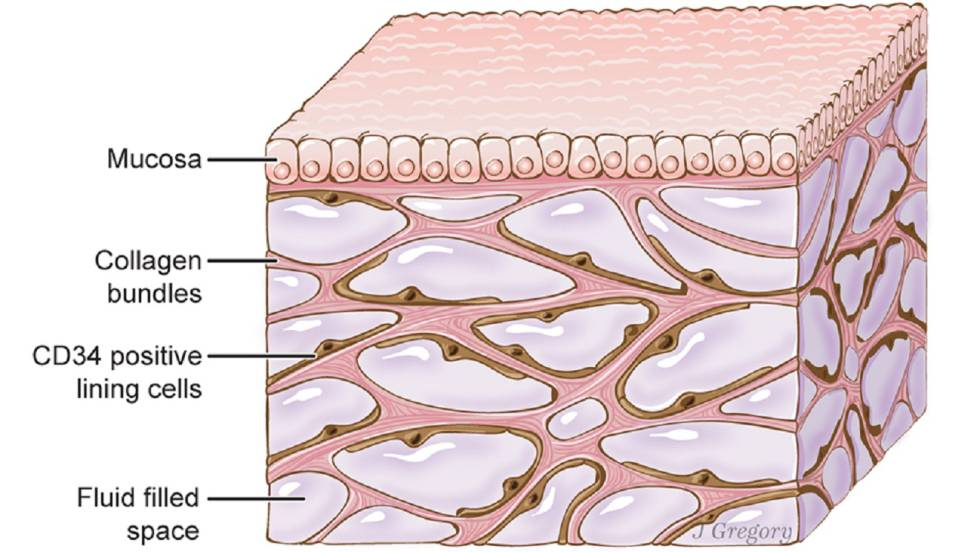
Intersticio

El intersticio es un espacio contiguo lleno de líquido que existe entre la piel y los órganos del cuerpo, incluidos los músculos y el sistema circulatorio. Está situado bajo la piel y recubre al menos el sistema digestivo, el sistema excretor, los pulmones, las arterias, las venas y los paquetes de células de las fibras musculares. De este modo, todos ellos quedan interconectados por un sistema de compartimentos de líquido intersticial. Así, el intersticio resulta ser uno de los mayores órganos del cuerpo humano, junto a la piel.

## Estructura
Morfológicamente, está compuesto por una estructura de colágeno tipos I, III y V, y elastina, dos proteínas que le dan fuerza y elasticidad, respectivamente. Ambas forman un «andamio». Asimismo, posee glicosaminoglicanos, como hialuronato y proteoglicanos que están ordenados para formar un retículo similar a un panal. El compartimento intersticial está compuesto por tejidos conectivos y de soporte dentro del cuerpo, llamados matriz extracelular, que se encuentran fuera de la sangre y los vasos linfáticos y el parénquima de los órganos.

## Funciones
El fluido intersticial es un reservorio y sistema de transporte de nutrientes y solutos que se distribuyen entre órganos, células y capilares, para señalizar moléculas que se comunican entre células, y para antígenos y citocinas que participan en la regulación inmune. La composición y las propiedades químicas del líquido intersticial varían entre los órganos y experimentan cambios en la composición química durante la función normal, así como durante el crecimiento corporal, condiciones de inflamación y desarrollo de enfermedades, como en la insuficiencia cardíaca y enfermedad renal crónica. Los científicos sugieren que el intersticio actuaría como un amortiguador, para evitar que se desgarren los tejidos por el movimiento de los músculos, las vísceras y los vasos sanguíneos.
El volumen total de líquido del intersticio en un cuerpo humano saludable es de alrededor del 20% del peso corporal, pero este espacio es dinámico y puede cambiar de volumen y composición durante las respuestas inmunes y en condiciones como el cáncer, y específicamente en el intersticio de los tumores. La cantidad de líquido intersticial varía desde aproximadamente el 50% del peso del tejido en la piel hasta aproximadamente el 10% en el músculo esquelético.

## Investigación
La investigación preliminar del intersticio en personas con enfermedades pulmonares, enfermedades cardíacas, cáncer, enfermedad renal, trastornos inmunitarios y enfermedad periodontal indica que el líquido intersticial y el sistema linfático son sitios donde pueden surgir o desarrollarse mecanismos de enfermedad.
En una investigación de 2018, se estudió el intersticio del tejido del conducto biliar utilizando endomicroscopía láser confocal e inyección de fluoresceína. Se informó que un subcompartimento microscópico del espacio intersticial, con una profundidad de 60-70 micras (0.0024-0.0028 in) y lleno de linfa, drenaba a los ganglios linfáticos y estaba estructuralmente respaldado por una red de colágeno.